# 霍厄斯克罗伊茨
霍厄斯克罗伊茨（德語：Hohes Kreuz，發音：[ˈhoːəs ˈkʁɔʏts]）是德国图林根州艾希斯费尔德县曾经的一个市镇，面积18.01平方千米，2023年12月31日人口为1,249人。2024年1月1日，霍厄斯克罗伊茨与市镇格拉瑟豪森并入市镇海尔巴特海利根施塔特。